# Superdupervenienz
Superdupervenienz (englisch Superdupervenience) ist ein philosophischer Fachbegriff, der von dem US-amerikanischen Philosophen Terence Horgan in Anlehnung an den Begriff der „Supervenienz“ in dem Aufsatz From Supervenience to Superdupervenience entwickelt worden ist.

## Supervenienz und Physikalismus
Der Begriff „Superdupervenienz“ beschreibt nach Horgan alle Supervenienzbeziehungen, die für eine physikalistische Theorie akzeptabel sind. Mit Supervenienz ist eine Beziehung zwischen Eigenschaftsmengen gemeint, die insbesondere in den Debatten der Metaethik und der Philosophie des Geistes bedeutsam ist.  Eine Menge A von Eigenschaften superveniert über eine Menge B von Eigenschaften, wenn sich A nicht ändern kann, ohne dass sich B ändert. In diesem Sinne superveniert die Eigenschaft 1,80 m groß zu sein über den physischen Eigenschaften einer Person, da die Person nicht ihre Größe verändern kann, ohne ihre physischen Eigenschaften zu verändern. Nun wird auch davon ausgegangen, dass mentale oder moralische Eigenschaften über physischen Eigenschaften supervenieren. Wenn etwa eine Person  Kopfschmerzen bekommt, so muss sich auch etwas Biologisches bzw. Physisches ändern. 
Supervenienzbeziehungen werden oft verwendet, um eine materialistische bzw. physikalistische Philosophie zu beschreiben. Wenn das Mentale oder Moralische über dem Physischen superveniert, so scheint es eine Abhängigkeitsbeziehung zu geben, die ein Physikalist behaupten sollte. Horgan argumentiert nun aber, dass Supervenienz alleine nicht reicht, um eine materialistische Theorie zu sichern. Man kann sich diese Behauptung leicht verdeutlichen, indem man beachtet, dass  einige dualistische Theorien des Bewusstseins durchaus eine Supervenienzthese vertreten, unter ihnen der Epiphänomenalismus und der Psychophysische Parallelismus.
Horgans These ist nun, dass materialistische Theorien auf bestimmte Supervenienzbeziehungen festgelegt sind, die Supervenienzbeziehungen. Dabei gelten Supervenienzbeziehung genau dann als Supervenienzbeziehungen, wenn sie durch grundlegendere physische Beziehungen erklärbar sind. Gegeben diese Definition, kann die vom Epiphänomenalismus angenommene Supervenienzbeziehung nicht als Supervenienzbeziehung gelten. Der Epiphänomenalismus postuliert nämlich eine nomologische Beziehung zwischen physischen Eigenschaften und immateriellen mentalen Eigenschaften. Diese psychophysische Beziehung kann nicht durch rein physische Beziehungen erklärt werden, da in ihr immaterielle Entitäten involviert sind. Demgegenüber ist die Supervenienzbeziehung zwischen Wasser und H2O eine Supervenienzbeziehung, da Wasser auf H2O reduziert werden kann.
Wenn mentale oder moralische Eigenschaften in einer Superdupervenienzbeziehung zu physischen Eigenschaften stehen, so muss also erklärt werden können, warum das Mentale oder Moralische über dem Physischen superveniert. Dies wäre möglich, wenn hier Reduktionen möglich wären. Es ist allerdings hochumstritten, ob das Mentale oder das Moralische auf das Physische reduzierbar ist, weswegen Horgan die Frage stellt, ob man nichtreduktive Superdupervenienzbeziehungen postulieren kann.